# Rho Indi
Rho Indi è una stella di classe G situata nella costellazione dell'Indiano a circa 87 anni luce dalla Terra. Attorno ad essa orbita un esopianeta, Rho Indi b, scoperto nel 2002.

## Caratteristiche fisiche
Rho Indi è classificata come subgigante gialla di tipo spettrale G4IV-V o, come risulta da recenti studi, anche come nana gialla di tipo G1VFe+0.3, il che indica comunque delle peculiarità come la presenza di linee di emissione nel suo spettro. Ha una massa ed un raggio di poco superiori a quelli del Sole e pare essere una stella piuttosto vecchia, basandosi sull'attività cromosferica si suppone che la stella abbia un'età massima teorica di 13 miliardi di anni, mentre con il metodo della temperatura effettiva il calcolo porta a un valore compreso tra 7,5 e 9,7 miliardi di anni. Altri studi comunque la stimano poco più vecchia del Sole, con un'età di 5,8 miliardi di anni.

## Sistema planetario
Nel 2002 è stato scoperto un pianeta orbitante attorno alla stella a una distanza di 2,56 U.A. e una massa quasi il doppio di quella di Giove. Il periodo orbitale del pianeta è di circa 1256 giorni. L'alta eccentricità orbitale pone il pianeta ad una distanza che solo in parte è dentro alla zona abitabile.
| Pianeta | Massa   | Periodo orb. | Sem. maggiore | Eccentricità | Scoperta |
| ------- | ------- | ------------ | ------------- | ------------ | -------- |
| b       | 1,82 MJ | 1256 giorni  | 2,32 UA       | 0,29         | 2002     |